# Hohenzollernowie

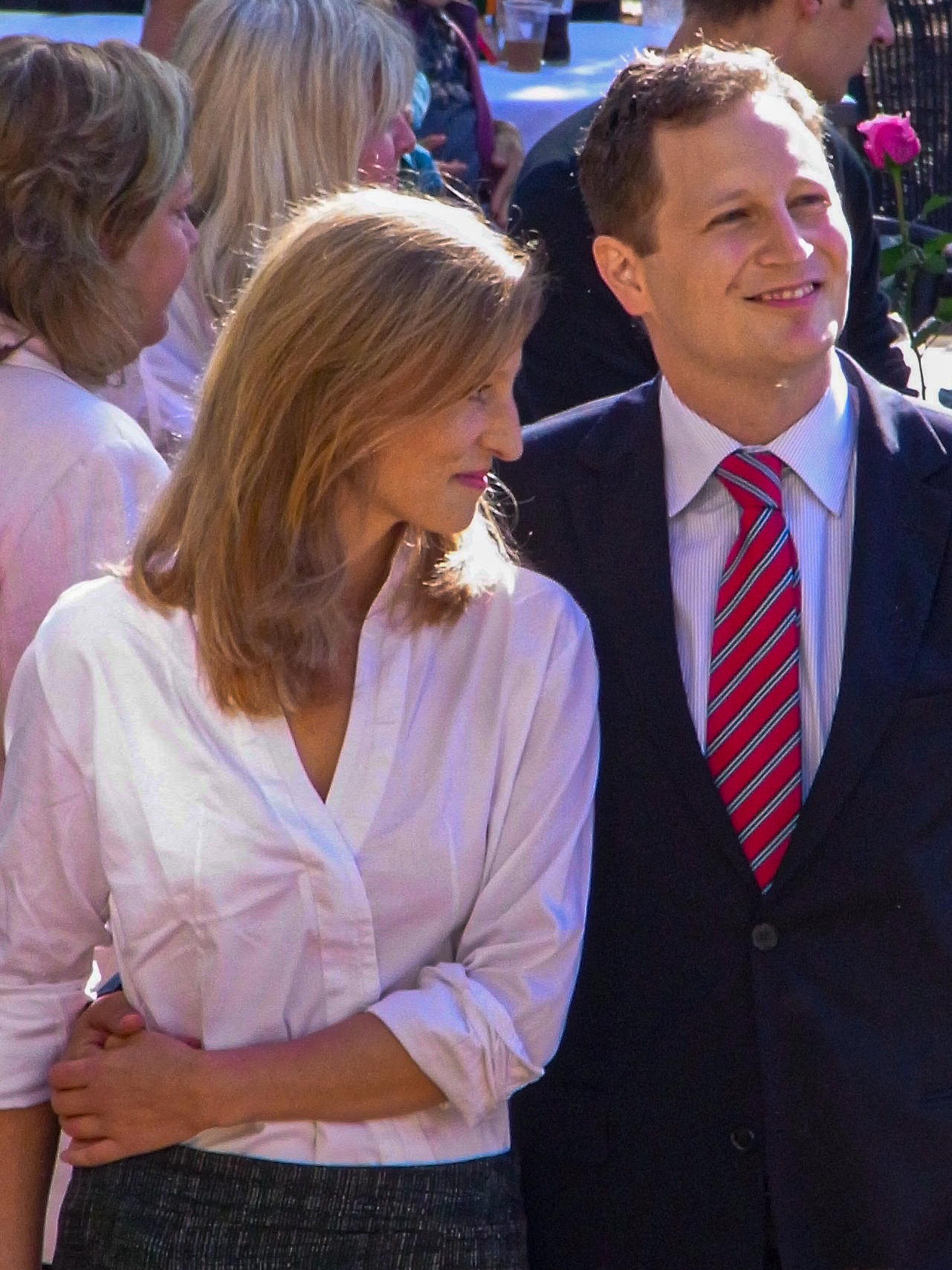
Jerzy Fryderyk, Zofia

Tabela Hohenzollernowie

Hohenzollernowie, dawn. także Zollernowie – niemiecka dynastia wywodząca się ze Szwabii. Jej przedstawiciele panowali w krajach niemieckich (m.in. Brandenburgii, Ansbach, Bayreuth, Prusach), od 1871 jako cesarze niemieccy oraz w Rumunii (w latach 1869–1947, linia Hohenzollern-Sigmaringen).

## Początki dynastii
Dynastia wywodzi się z leżącego na terenie dzisiejszej Badenii-Wirtembergii hrabstwa Zollern. Za praojca uważa się wzmiankowanego przez Bertolda z Reichenau i żyjącego w XI w. Burkharda I de Zolorin. Jego syn Fryderyk I, zwany Maute, otrzymał w 1111 tytuł hrabiego od cesarza Henryka V. Jego wnuk, Fryderyk III (zm. 1201) wraz z ręką Zofii von Raabs przejął w 1191 prawa do dziedzicznego urzędu i władztwa burgrabiego Norymbergi, we Frankonii, gdzie panował jako Fryderyk I. Od dwóch synów tej pary, Konrada I z Norymbergii i Fryderyka IV z Zollern, którzy podzielili między siebie rodowe dobra, wywodzą się główne linie dynastii: frankońska i szwabska.
Początkowo panujący jako hrabiowie (zu) Zollern, z czasem szwabscy a za nimi frankońscy Hohenzollernowie zaczęli używać zmienionej wersji swojego tytułu-nazwiska - (von) Hohenzollern (od rodowego gniazda - zamku Hohenzollern, nazwanego tak ze względu na swoje strategiczne położenie na szczycie 855-metrowej góry w Jurze Szwabskiej). Zamek Hohenzollern do dzisiaj pozostaje własnością rodu i jest wspólnie kontrolowany przez dwie obecnie istniejące linie rodu, frankońską z Brandenburgii-Prus (cesarską) i szwabską z Sigmaringen (książęcą).

Istniała także boczna linia Zollernów tytułująca się hrabiami Hohenberg, wywodząca się od Burkharda II, młodszego syna hrabiego Fryderyka I Mautego. Linia ta, podzielona później na linie Hohenberg-Rotenburg i Nagold-Wildberg, wygasła ostatecznie w 1486. Z rodu Hohenbergów wywodziła się Gertruda (córka Burkharda V), królowa Niemiec jako żona Rudolfa I Habsburga (Habsburgowie ostatecznie przejęli dobra i dziedzictwo jej rodu).

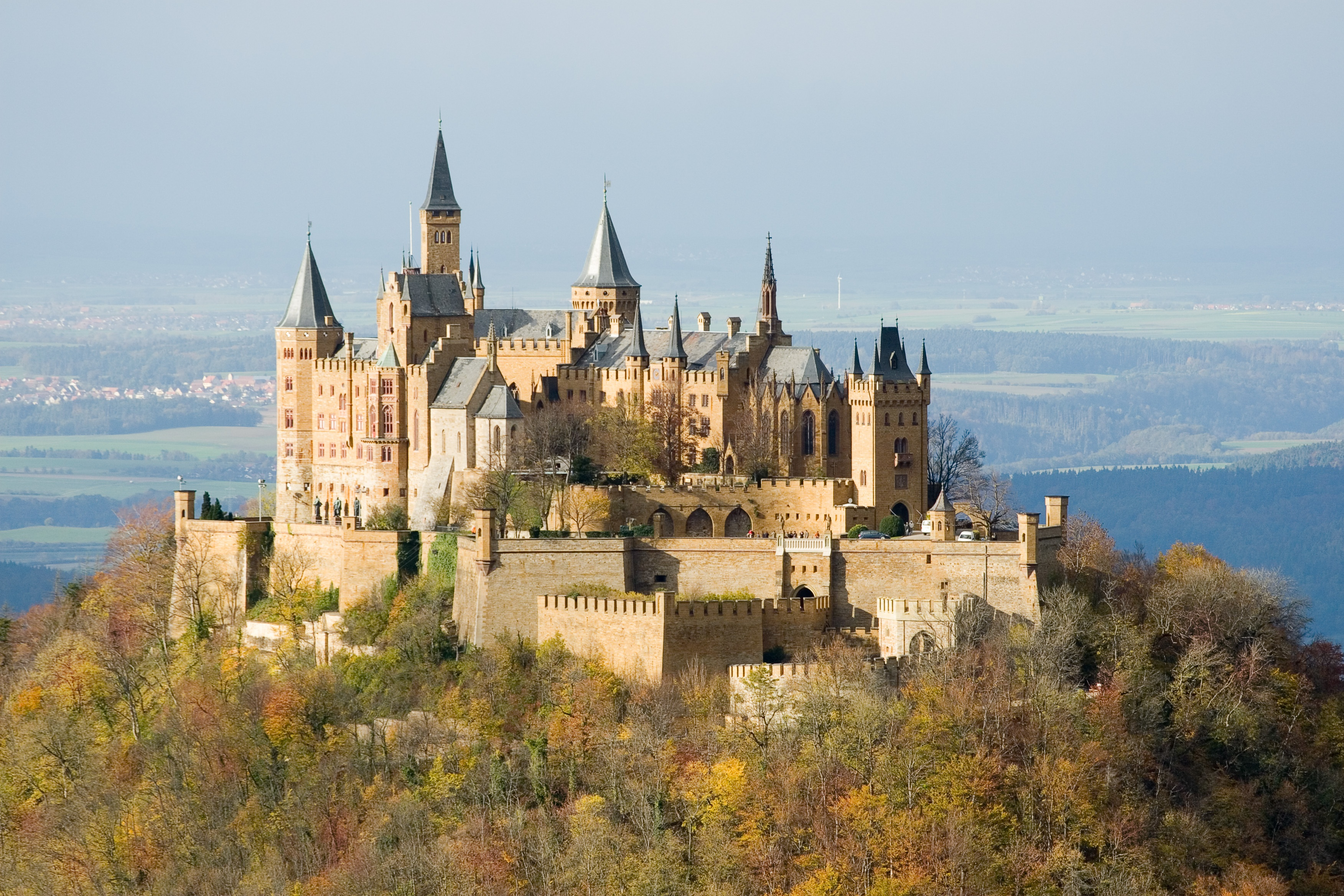
Zamek Hohenzollern

## Linia frankońska
Linia odziedziczyła dobra we Frankonii z burgrabstwem Norymbergi.
W 1363 burgrabia Fryderyk V został wyniesiony do godności księcia Cesarstwa (niem. Reichsfürst). Jego syn Fryderyk VI w 1415 w zamian za poparcie w wyborach cesarskich uzyskał od Luksemburgów Marchię Brandenburską wraz z tytułem elektora (od 1417). Od elektora Albrechta III Achillesa wywodzi się także starsza linia Hohenzollern-Ansbach. Pochodził z niej Albrecht Hohenzollern, ostatni wielki mistrz zakonu krzyżackiego w Prusach i pierwszy książę pruski – syn Fryderyka, margrabiego Ansbachu i Zofii Jagiellonki.
W 1618 po śmierci Albrechta Fryderyka opróżnione księstwo Prus Książęcych objęła za zgodą króla polskiego linia elektorska. Od młodszych synów elektora Jana Jerzego wywodzi się młodsza linia Hohenzollern-Ansbach (wygasła w 1806) i linia Hohenzollern-Bayreuth (wygasła w 1763).
W 1657 w wyniku układów welawsko-bydgoskich Hohenzollernowie uzyskali suwerenność w Prusach. Elektor brandenburski Fryderyk III ogłosił się 18 stycznia 1701 w Królewcu królem w Prusach (niem. König in Preussen). Fryderyk II Wielki zmienił ten tytuł w 1772 na króla Prus (niem. König von Preussen). Po I i II wojnie śląskiej w wyniku podpisanego pokoju wrocławskiego w 1742 Fryderyk II Wielki zdobył większą część Śląska, pokonując Austrię Marii Teresy.
18 stycznia 1871 król Prus Wilhelm I Hohenzollern został ogłoszony w Wersalu cesarzem niemieckim w granicach tzw. małych Niemiec. Po przegranej I wojnie światowej w 1918 cesarz Wilhelm II abdykował w obliczu rewolucji i wyemigrował do Holandii.
Po przekształceniu tytułów arystokratycznych w część nazwisk, członkowie frankońskiej linii rodu Hohenzollernów noszą nazwisko Prinz von Preußen (Prinzessin von Preußen w przypadku kobiet). Głową rodu dawnego królewskiego domu pruskiego jest Jerzy Fryderyk Hohenzollern (ur. 1976).

### Władcy z linii frankońskiej

#### Elektorzy brandenburscy
- Fryderyk I Hohenzollern
- Fryderyk II Żelazny
- Albrecht III Achilles
- Jan Cicero
- Joachim I Nestor
- Joachim II Hektor
- Jan Jerzy Hohenzollern
- Joachim Fryderyk Hohenzollern
- Jan Zygmunt Hohenzollern
- Jerzy Wilhelm Hohenzollern
- Fryderyk Wilhelm Hohenzollern

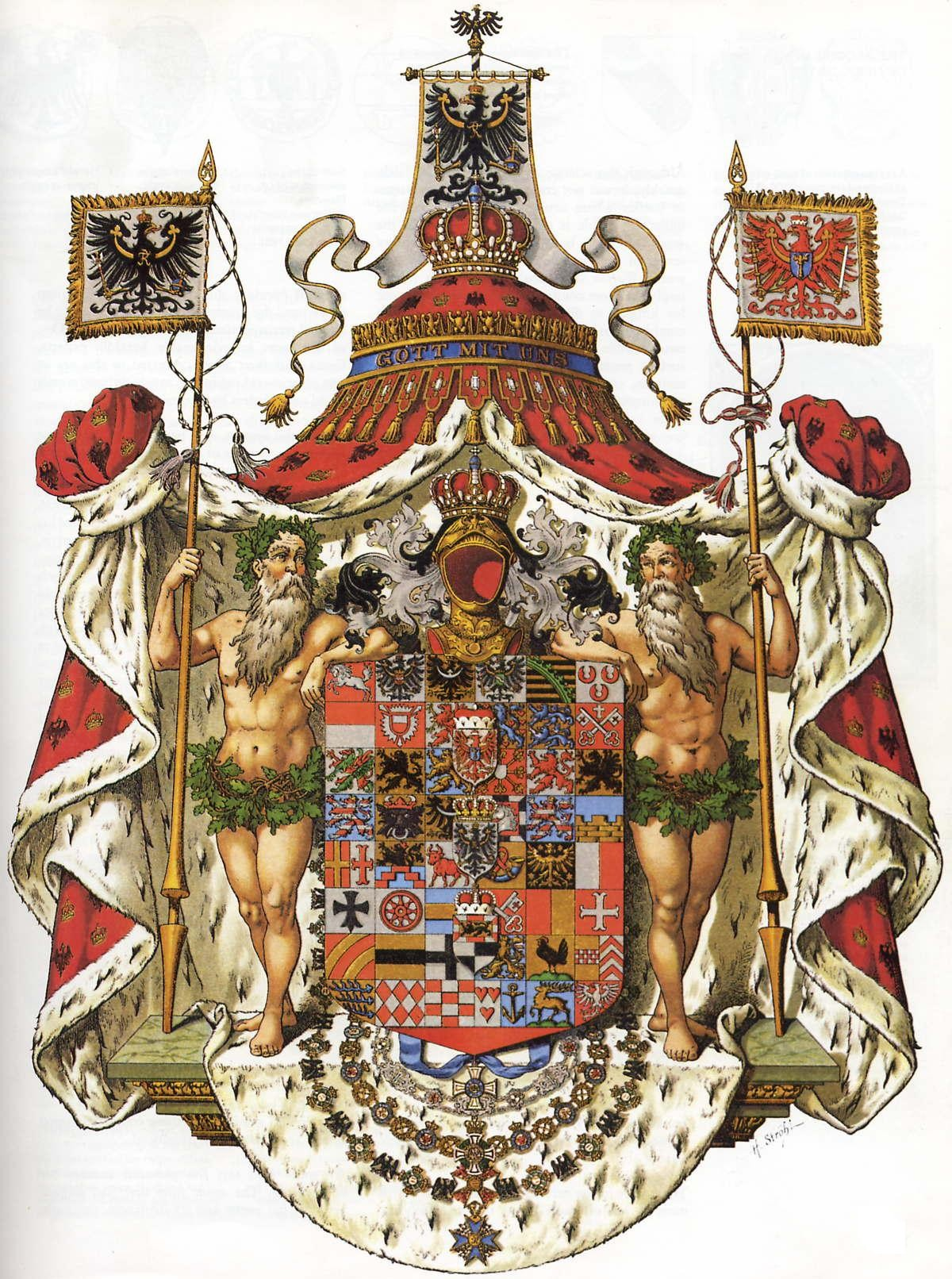
Herb wielki królów Prus

- Fryderyk III Hohenzollern (Fryderyk III jako elektor)

##### Królowie pruscy
- Fryderyk I Hohenzollern (Fryderyk I jako król)
- Fryderyk Wilhelm I Hohenzollern
- Fryderyk II Wielki
- August Wilhelm Hohenzollern (nie panował – następca tronu)

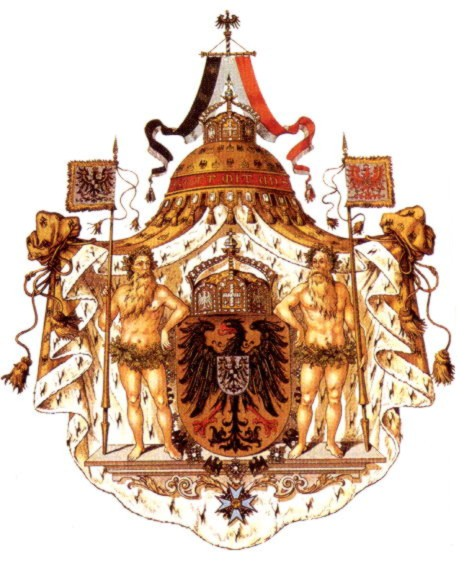
Herb Cesarstwa Niemieckiego

- Fryderyk Wilhelm II Hohenzollern
- Fryderyk Wilhelm III Hohenzollern
- Fryderyk Wilhelm IV Hohenzollern

##### Królowie Prus i cesarze niemieccy
- Wilhelm I Hohenzollern
- Fryderyk III Hohenzollern
- Wilhelm II Hohenzollern

#### Linia Hohenzollern-Ansbach
- Jerzy von Ansbach, książę Karniowa, książę Opola i Raciborza, pan Bytomia, Tarnowskich Gór i Bogumina
- Jerzy Fryderyk von Ansbach, książę Karniowa, książę Opola i Raciborza (potem Żagania), pan Bytomia, Tarnowskich Gór i Bogumina

Margrabiowie na Starej Marchii i Priegnitz:
- 1447–1464 Fryderyk Młodszy (syn Fryderyka I margrabiego Brandenburgii)

Margrabiowie na Ansbach:
- 1486–1536 Fryderyk Starszy (syn Albrechta Achillesa elektora Brandenburgii)
- 1536–1543 Jerzy (syn)
- 1543–1603 Jerzy Fryderyk (syn)
- 1603–1625 Joachim Ernest (syn Jana Jerzego elektora Brandenburgii)

Margrabiowie na Bayreuth:
- 1486–1495 Zygmunt (syn Albrechta Achillesa elektora Brandenburgii)

Margrabiowie na Kulmbach:
- 1541–1557 Albrecht Alcybiades (wnuk Fryderyka Starszego)

Margrabiowie na Kostrzynie:
- 1535–1571 Jan I (syn Joachima I elektora brandenburgii)

Książęta na Karniowie:
- 1524–1543 Jerzy (syn Fryderyka Starszego margrabiego na Ansbach)
- 1543–1603 Jerzy Fryderyk (syn)
- 1606–1624 Jan Jerzy (syn Joachima Fryderyka elektora Brandenburgii)

Margrabiowie na Schwedt:
- 1688–1711 Filip (syn Fryderyka Wilhelma elektora Brandenburgii)
- 1711–1771 Fryderyk Wilhelm (syn)
- 1771–1788 Henryk Fryderyk (brat)

##### Książęta Prus 1525–1618
- Albrecht Hohenzollern
- Albrecht Fryderyk Hohenzollern

##### Książęta Karniowa
- Jan Jerzy (książę Karniowa)

## Linia szwabska
W wyniku podziału przejęli dobra w Szwabii z gniazdowym hrabstwem Zollern.
W 1576, po śmierci hr. Karola I, dobra szwabskich Hohenzollernów podzielili między siebie trzej jego najstarsi synowie, którzy założyli główne linie rodu: Hohenzollern-Hechingen, Hohenzollern-Sigmaringen (jedyna kontynuowana do dzisiaj) oraz Hohenzollern-Haigerloch (wygasła w 1634 na hrabim Karlu, następnie w 1681 reaktywowana jako młodsza linia Hohenzollernów z Sigmaringen; wygasła ponownie w 1767 na hrabim Franzu Christophie Antonie). Już w następnym pokoleniu, w 1623, dwie najstarsze linie wyniesiono do godności książąt Rzeszy. Jan Jerzy stał się księciem Hohenzollern-Hechingen a Jan księciem Hohenzollern-Sigmaringen. Ich księstwa przetrwały rozwiązanie Świętego Cesarstwa Rzymskiego w 1806, jednak w 1850 oba te formalnie suwerenne wówczas państwa stowarzyszone w Związku Niemieckim zostały w wyniku sprzedaży inkorpowane przez Prusy i utworzyły Prowincję Hohenzollern. Starsza ze szwabskich linii rodu, Hohenzollern-Hechingen, wygasła w 1869 na księciu Konstantynie.
W 1866 książę Karol von Hohenzollern-Sigmaringen w efekcie układów dyplomatycznych objął tron Rumunii jako Karol I. W 1881 przyjął tytuł króla. Jego starszy brat Leopold miał wg planów Bismarcka także zasiąść na tronie Hiszpanii po obaleniu I Republiki. Starania te stały się jednym z pretekstów wybuchu wojny francusko-pruskiej w 1870. W 1947 pod naciskiem komunistów abdykował ostatni król Rumunii i ostatni władca z rodu Hohenzollernów, Michał I.
Mieszkający w Niemczech członkowie szwabskiej linii rodu Hohenzollernów noszą współcześnie nazwisko Prinz von Hohenzollern (Prinzessin von Hohenzollern w przypadku kobiet).

### Zollernowie śląscy
Krótkotrwała linia szwabskich Hohenzollernów, inna niż wymienione powyżej, zamieszkiwała w XVII w. dolnośląskie Zagórze i górujący nad nim zamek Kynsburg. Dobra te nabył w 1607 hrabia Johann Georg, wnuk Karola I, syn jego najmłodszego syna Joachima (1554–1587). Joachim, tytułujący się jako hrabia Zollern dla odróżnienia od braci, uciekł przed przeznaczonym mu stanem duchownym na dwór swoich protestanckich krewnych w Berlinie. Przeszedł tam na luteranizm, za co został wydziedziczony przez ojca i nie wziął udziału w podziale rodowych dóbr (jego trzej starsi bracia, jak wzmiankowano powyżej, zapoczątkowali linie na Hechingen, Sigmaringen i Haigerloch). 
Johann Georg, tytularny hrabia Hohenzollern, Sigmaringen itd., jedyny syn Joachima i Anny von Hohnstein, urodził się 12 maja 1580 w Berlinie i wychował w otoczeniu dworu elektorów brandenburskich; pozbawiony własności ziemskiej czy istotnej roli państwowej. Służył jako oficer w armii cesarskiej i brał udział w wojnach z Turkami, w uznaniu czego cesarz Rudolf II nadał mu w 1607 dobra Kynau (daw. także Königsberg, obecnie Zagórze Śląskie) z górującym nad nimi zamkiem Kynsburg (ob. Grodno), niegdyś ważną twierdzą obronną na granicy księstwa jaworskiego z Czechami. Johann Georg był dwukrotnie żonaty, najpierw (1606) z Eleonorą z Promnitzów (1576–1611), wdową po Krzysztofie Schaffgotschu, a następnie (1613) z Kathariną Berka z Dubá i Lipy (zm. 1633). Z Eleonorą doczekał się pięciorga dzieci, z czego tylko najstarsza córka, Anna Ursula (1607–1667), dożyła dorosłości i została żoną Jana Bernarda II von Maltzan, pana Milicza (1597–1667). Z drugą żoną, Kathariną Berka, Hohenzollern doczekał się sześcioro dzieci, z których dorosłość osiągnęły tylko dwie córki, Helena (ur. 1615), późniejsza żona Johanna Karla, barona Pécences (zm. 1643/1645), oraz Anna Katharina (1618–1670). Anna Katharina została w końcu dziedziczką ojca i panią Königsbergu wraz z pierwszym mężem, Moritzem Augustem von Rochow (1609–1653). Po śmierci Rochowa, z którym doczekała się pięciorga dzieci, wyszła ponownie za mąż za hr. Heinricha Christopha von Hochberg z Roztoki (1630–1675). Johann Georg zmarł w 1622. Rodzina von Rochow władała Königsbergiem do 1679. Linia śląska Hohenzollernów szwabskich wygasła zatem na Annie Katharinie w 1670.
Przedstawiciele rodziny, w tym hrabia Johann Georg i jego dziedziczka, Anna Katharina, są pochowani w kościele św. Jana w Dziećmorowicach, należących do dóbr zamkowych.

### Władcy z linii szwabskiej

#### Hohenzollern-Hechingen
- Eitel Fryderyk (IV) I (1545–1605), hrabia na Hechingen 1576–1605, najstarszy syn hr. Karola I
  - Jan Jerzy (1577–1623), 1605–1623 hr., od 1623 książę Hohenzollern-Hechingen
    - Eitel Fryderyk II (1601–1661), ks. 1623–1661

  - Filip (1616–1671), ks. 1661–1671
    - Fryderyk Wilhelm (1663–1735), ks. 1671–1735
      - Fryderyk Ludwik (1688–1750), ks. 1735–1750

    - Hermann Friedrich von Hohenzollern-Hechingen (1665–1733)
      - Józef Fryderyk Wilhelm (1717–1798), ks. 1750–1798
      - Franz Xaver von Hohenzollern-Hechingen (1720–1765)
        - Hermann (1751–1810), ks. 1798–1810 (od 1806 suwerenny) 
          - Fryderyk (1776–1838), ks. 1810–1838
            - Konstantyn (1801–1869), ks. 1838–1849 (sprzedaż i cesja księstwa Prusom, 1850 inkorporacja jako cz. Prowincji Hohenzollern), 1842-1844 także ks. żagański; synowie bez praw dynastycznych, hrabiowie Rothenburg

#### Hohenzollern-Sigmaringen
- Karol II (1547–1606), hrabia na Sigmaringen 1576–1606, drugi syn hr. Karola I
  - Jan (1578–1638), 1606–1623 hr., od 1623 książę Hohenzollern-Sigmaringen
    - Meinrad I (1605–1681), ks. 1638–1681 
      - Maksymilian (1636–1689), ks. 1681–1689 
        - Meinrad II (1673–1715), ks. 1689–1715 
          - Józef Fryderyk Ernest (1702–1769), ks. 1715–1769 
            - Karol Fryderyk (1724–1785), ks. 1769–1785
              - Antoni Alojzy (1762–1831), ks. 1785–1831
                - Karol (1785-1853), ks. 1831-1848 (abdykował)
                  - Karol Antoni (1811-1885), ks. 1848–1849 (sprzedaż i cesja księstwa Prusom, 1850 inkorporacja jako cz. Prowincji Hohenzollern), także m.in. premier Prus; linia kontynuowana (od śmierci Konstantyna Hohenzollern-Hechingen w 1869, jako jedyna linia rodu, przyjęli tytuł książąt Hohenzollern)

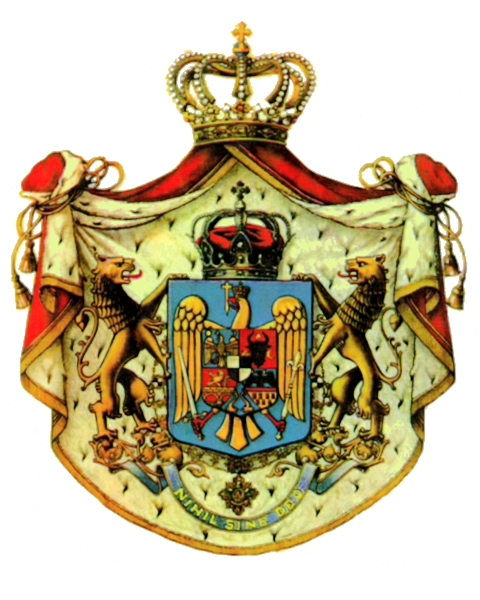
Herb królów Rumunii

##### Władcy Rumunii
- Karol I – 1866–1914 początkowo ks. autonomicznej Rumunii, król od 1881, drugi syn ks. Karola Antoniego Hohenzollern-Sigmaringen
- Ferdynand I (bratanek Karola I) – 1914–1927
- Michał I (wnuk Ferdynanda I) – 1927–1930 (zdetronizowany), ponownie w latach 1940–1947
- Karol II (syn Ferdynanda I) – 1930–1940

#### Hohenzollern-Haigerloch
- Krzysztof (1552-1592), 1575–1592 hrabia na Haigerloch, trzeci syn hr. Karola I
  - Jan Krzysztof (1586-1620), hr. 1592-1620
  - Karol (1588-1634), hr. 1620–1634 (linia wygasła)

Zgodnie z rodzinnym układem, po śmierci Karola władztwo Haigerloch przeszło w ręce Hohenzollernów z Sigmaringen a później zostało ponownie wydzielone dla ich młodszej linii.
- Franciszek Antoni (1657-1702), hr. 1681–1702 (1657-1702), drugi syn ks. Meinrada I Hohenzollern-Sigmaringen
  - Ferdynand Leopold (1692-1750), hr. 1702-1750
  - Franciszek Krzysztof Antoni (1699-1767), hr. 1750-1767

Po śmierci Franciszka Krzysztofa Antoniego Haigerloch ponownie, tym razem na stałe, zostało włączone do księstwa Hohenzollern-Sigmaringen.

#### Hochenzollern-Zollern
- Joachim (1554–1587), czwarty, najmłodszy syn hr. Karola I; nie otrzymał udziału w spadku po ojcu i używał tytułu hrabiego Zollern
  - Johann Georg (1580–1622), hr. Zollern, pan na Zagórzu i Grodnie (Königsberg-Kynau)

Johann Georg miał trzy córki, z których najmłodsza, Anna Katharina (1618–1670), odziedziczyła jego śląskie dobra.

## Linie naturalne i morganatyczne
Ze związków morganatycznych wywodzą się:
- baronowie von Kotzau. Potomkowie Jerzego Albrechta von Bayreuth (1666–1703) i Reginy Lutz (1678–1755). Linia wygasła na Fryderyku von Kotzau w 1976[2].

- hrabiowie von Ingenheim. Potomkowie Gustawa Adolfa (1789–1855), syna króla Fryderyka Wilhelma II i Julii von Voss.
- hrabiowie von Brandenburg. Potomkowie króla Fryderyka Wilhelma II i hrabianki Juliany von Dönhoff (1768–1837). Ich syn Fryderyk Wilhelm von Brandenburg był premierem Prus. Rodzina wygasła w drugim pokoleniu wraz ze śmiercią hr. Gustawa w 1909[3].

- hrabiowie von Hohenau. Potomkowie księcia Albrechta Pruskiego (1809–1872) i Rozalii von Rauch. Albrecht był uprzednio mężem holenderskiej księżniczki Marianny Orańskiej z którą się rozwiódł aby móc ożenić się z Rozalią. Rodzina hrabiów von Hohenau wygasła w 1957.

Książę Albrecht był synem króla Fryderyka Wilhelma III i Luizy Meklemburskiej.
- hrabiowie von Rothenburg. Potomkowie ks. Konstantyna von Hohenzollern-Hechingen (1801–1969 – ostatni książę Hechingen) i baronówny Amelii Schenk von Geyern (1832–1897)[5].

Potomkami naturalnych dzieci Hohenzollernów są:
- baronowie von Falkenhausen. Potomkowie Fryderyka Karola (1734–1796) i Fryderyka Ferdynanda (1748–1811), nieślubnych synów margrabiego Karola Wilhelma Fryderyka von Ansbach (1712–1757) ze związku z Elżbietą Wünsch (1710–1757)[6][7].

## Wybrana literatura
- A. Duncker, Die ländlichen Wohnsitze, Schlösser und Residenzen der ritterschaftlichen Grundbesitzer in der preussischen Monarchie.Ausgabe 8, 1865-1866.
- W. Dworzaczek, Genealogia, cz.2: Tablice, Warszawa 1959, tabl. 59-63.
- Dynastie Europy, A. Mączak (red.), Wrocław, Warszawa, Kraków 2003 (wyd. II).
- P. Mast, Die Hohenzollern in Lebensbildern, Graz, Wien, Köln 1988.
- G. Schilling: Geschichte des Hauses Hohenzollern, in genealogisch fortlaufenden Biographien aller seiner Regenten von den ältesten bis auf die neuesten Zeiten, nach Urkunden und andern authentischen Quellen, F. Fleischer, 1843.
- R. Seigel, Hohenzollern. Dynastengeschlecht, w: Neue Deutsche Biographie, Bd 9, Berlin 1972, s. 496
- A. Zemplin, Beschreibung und Geschichte der Burg Kynsberg im Schlesierthale des Fürstenthums Schweidnitz, bis zum Jahre 1823, Breslau 1826 (Zweite vermerthe Auflage).